# Przekaz medialny

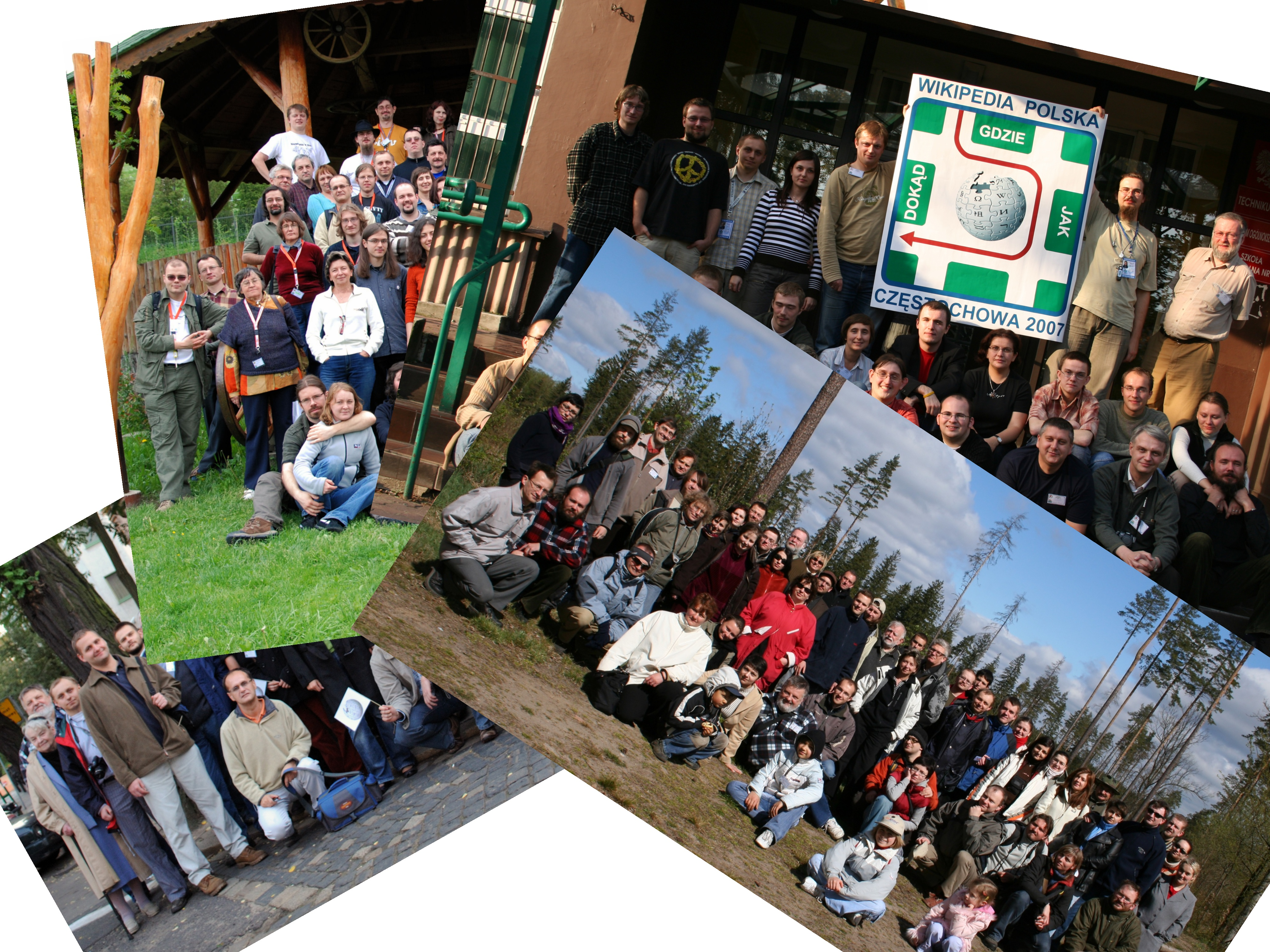
Wikipedyści – twórcy przekazów medialnych na Wikipedii

Przekaz medialny – tworzenie i transmisja treści za pośrednictwem środków masowego przekazu. 
Najczęściej przekaz medialny analizowany jest w aspekcie treści przekazu (na przykład jawna, niejawna), formy przekazu (na przykład druk, film, prezentacja), celu i funkcji przekazu (na przykład informacyjne, polityczne), charakterystyki nadawcy (na przykład instytucja rządowa, osoba prywatna), aksjologicznych aspektów przekazu (na przykład wartości tradycyjne, misja), kontekstu edukacyjnego (na przykład walory poznawcze, aspekty wychowawcze), personalizacji odbiorcy (na przykład grupy wiekowe, zawodowe) i niejawnej treści przekazu (manipulacji).
W obecnych czasach globalnego społeczeństwa informacyjnego przekaz medialny stał się instrumentem nie tylko zdobycia i utrzymania władzy politycznej, ale i materialnej oraz duchowej (emocjonalnej) władzy nad człowiekiem. Przekaz decyduje też o tym jak postrzegamy świat i co, oraz w jaki sposób się o świecie dowiadujemy. Daje to właścicielom i dysponentom mediów wprost nieograniczone możliwości władania nad innymi. Jest też przekaz medialny instrumentem manipulowania tymże człowiekiem, oraz jego myśleniem, zachowaniem, doborem oraz hierarchią realizowanych w życiu wartości.
Nie tylko współcześnie mediom przypisuje się szkodliwy wpływ oraz manipulowanie odbiorcami. Już w starożytności media, jakimi była poezja, były krytykowane w Państwie Platona, a stawianym im oskarżeniem było mamienie i oszukiwanie najmłodszych.
W XIX wieku ukazywały się powieści w odcinkach przedstawiające zemstę bohaterów prześladowanych przez złych mieszczan. Krytykowano je jako „wylęgarnię socjalizmu”, której celem jest podburzanie robotników do buntu. Słuchowiska radiowe obecne w okresie dwudziestolecia międzywojennego krytykowano za rzekome ogłupianie kobiet. Zarzut ten stawiany był przez mężczyzn, jako reakcja na falę emancypacji kobiet, a więc sytuacji, w której kobieta zaczęła wchodzić na rynek pracy, a także w autonomiczny sposób rozpoczęła użytkowanie mediów.
Przypisywana mediom krytyka władzy swoje źródło posiada w obawie przed jej utratą. Podstawy obaw społeczeństwa Belle Epoque wobec prasy i mediów można zaobserwować, odwołując się do wzrostu syndykalizmu i ruchów rewolucyjnych, głoszących o niesprawiedliwym funkcjonowaniu przestrzeni ekonomicznej i społecznej.